# Арсенов Павло Оганезович
Арсенов Павло Оганезович (5 січня 1936, Тбілісі, СРСР — 12 серпня 1999, Москва) — радянський і російський кінорежисер, сценарист та актор. Заслужений діяч мистецтв Росії (1997).

## Біографія
Народився 5 січня 1936 року в Тбілісі.
Навчався в Геологорозвідувальному інституті, закінчив режисерський факультет ВДІКа (1963, майстерня Григорія Рошаля). До навчання у ВДІКу працював на кіностудії «Грузія-фільм», Московської студії науково-популярних фільмів. Знявся у фільмах: «Голоси нашого кварталу» (1960, реж. Ю. Ерзінкян), «Трикутник» (1967), «Комета» (1983), «Шлях до себе» (1986).
З 1962 року — режисер кіностудії імені М. Горького.
Найбільшу популярність Павло Арсенова приніс телефільм «Гостя з майбутнього», що вийшов на екрани у березні 1985 року. Для мільйонів радянських школярів персонаж Аліси Селезньової став культовим, виникли навіть спільноти «алісоманів».
Художній керівник студії «Ладдя» з моменту її утворення.
Пішов з життя 12 серпня 1999 року в Москві.

## Фільмографія
- 1963 — «Соняшник» (к/м)
- 1966 — «Льолька» (к/м)
- 1967 — «Врятуйте потопаючого»
- 1969 — «Король-олень»
- 1973 — «І тоді я сказав ні...»
- 1975 — «Смак халви»
- 1977 — «Сум'яття почуттів»
- 1978 — «Здрастуй, річко» (разом з Ю. Григор'євим та І. Ясуловичем)
- 1979 — «З коханими не розлучайтесь»
- 1984 — «Гостя з майбутнього»
- 1988 — «Лілова куля»
- 1994 — «Чарівник Смарагдового міста»